# 中村真一
中村 真一（なかむら しんいち、1959年（昭和34年）2月15日 - ）は、日本の実業家。日本製鉄株式会社副社長を経て、2022年6月より日鉄物産株式会社代表取締役社長。また、2023年6月より全日本柔道連盟会長を務める。

## 経歴
福岡県出身。福岡県立嘉穂高等学校卒業。1982年（昭和57年）東京大学法学部を卒業し、新日本製鐵（現・日本製鉄）に入社。2009年（平成21年）、新日本製鐵株式会社薄板事業部自動車鋼板営業部長、2013年（平成25年）に新日鐵住金株式会社執行役員・建材事業部長、2016年（平成28年）に同常務取締役・薄板事業部長を経た後、2018年（平成30年）に同社代表取締役副社長に就任。2022年（令和4年）6月には日本製鉄の子会社である日鉄物産株式会社代表取締役社長に就任。
柔道には小学4年生から親しみ、2022年現在3段。福岡県立嘉穂高校は中村の在学当時インターハイで2連覇を果たすなど柔道強豪校であったが（1975年大会では山下泰裕擁する東海大相模に3連覇を阻まれる）、中村は出場の機会がなかった。東京大学運動会柔道部では副将を務め、新日鉄でも柔道を続けた。2019年に全日本柔道連盟の理事・副会長に就任。2023年（令和5年）6月28日、山下泰裕の後任として同会長に就任。